# Filmographie de Brad Pitt
Pour un article plus général, voir Brad Pitt.

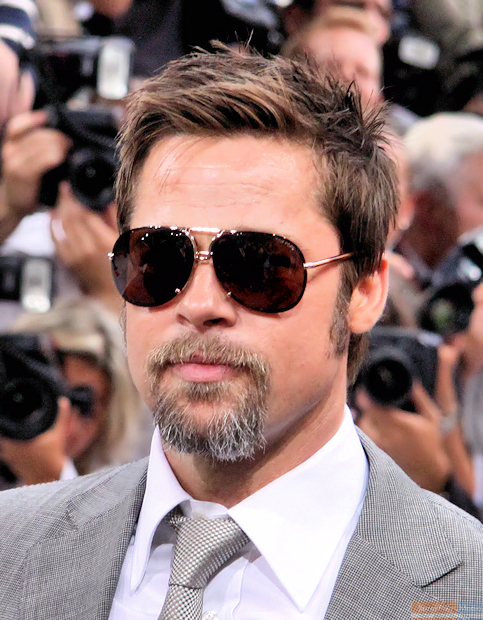
Brad Pitt à la première d'Inglourious Basterds en 2009.

Brad Pitt est un acteur et producteur de films américains dont la carrière d'acteur a commencé en 1987 avec des rôles dans la série télévisée à succès Fox 21 Jumpstreet. Il est ensuite apparu dans des épisodes d'émissions de télévision à la fin des années 1980 et a joué son premier rôle majeur dans le film Apprenti tueur (1989). Il gagne en notoriété grâce à Thelma & Louise (1991) et Et au milieu coule une rivière (1992). Il a ensuite assumé le rôle de vampire Louis de Pointe du Lac dans le drame horrifique Entretien avec un vampire (1994) et pour sa performance dans le drame épique Légendes d'automne (1994), il a remporté son premier Golden Globe Award du meilleur acteur.
Brad Pitt a joué dans le thriller dirigé par David Fincher dans Seven (1995), où il interprète un détective sur la piste d'un tueur en série psychopathe. Le rôle d'un malade mental dans le film de science-fiction L'Armée des douze singes lui a valu le Golden Globe Award du meilleur acteur de soutien et une nomination aux Oscars dans la même catégorie,. Il l'a suivi avec le rôle de Heinrich Harrer dans le biopic Sept ans au Tibet (1997). Il se relança avec Fincher pour jouer dans le film apocalyptique Fight Club (1999) dans un rôle qui l'obligea à apprendre la boxe, le taekwondo et le grappling. Échec critique et commercial, le film est pourtant devenu depuis culte. Pitt a interprété Rusty Ryan dans la série Ocean's Trilogy (2001-2007). En 2002, il a obtenu une nomination aux Primetime Emmy Award pour son apparition dans la sitcom Friends. Cette même année, Pitt a lancé une société de production, Plan B Entertainment dont la première sortie était le film de guerre épique Troie (2004). Il a joué un assassin en face d'Angelina Jolie dans la comédie d'action Mr. & Mrs. Smith (2005).
Pitt a produit le drame policier de 2006 Les Infiltrés et a joué aux côtés de Cate Blanchett dans le drame multi-narratif Babel (2006); le premier a remporté l'Oscar du meilleur film. La représentation de Pitt de l'homme éponyme qui vieillit à l'envers dans le drame L'Étrange Histoire de Benjamin Button (2008) lui a valu un Oscar pour la nomination du meilleur acteur. Il a joué dans le film de guerre Inglourious Basterds (2009), et a produit le film de super-héros Kick-Ass (2010) et sa suite en 2013. En 2011, il a été salué par la critique pour avoir produit et joué dans deux films - le drame expérimental The Tree of Life et le drame biopique sportif Le Stratège - qui ont tous deux été nommés aux Oscars du meilleur film. Il a également remporté une nomination pour le meilleur acteur pour ce dernier. Son plus grand succès commercial est venu avec le film apocalyptique World War Z (2013), qui a rapporté un total de 540 millions de dollars dans le monde. Pitt a produit le drame de la période 12 Years a Slave (2013), pour lequel il a remporté l'Oscar du meilleur film. En 2014, il a joué dans le film de guerre Fury qui a reçu des critiques positives de la critique et s'est avéré un succès au box-office. En 2019, il a joué avec Leonardo DiCaprio dans le film de Quentin Tarantino Il était une fois à Hollywood et dans l'épopée de science-fiction de James Gray, Ad Astra.

## Cinéma
| Titre                                                | Année | En tant que | En tant que | Rôle                                  | Notes                   | Ref.          |
| Titre                                                | Année | Acteur      | Producteur  | Rôle                                  | Notes                   | Ref.          |
| ---------------------------------------------------- | ----- | ----------- | ----------- | ------------------------------------- | ----------------------- | ------------- |
| Hunk                                                 | 1987  | Oui         | Non         | Garçon à la plage avec une boisson    | Non diffusé             | [ 10 ]        |
| Sens unique                                          | 1987  | Oui         | Non         | Invité                                | Non diffusé             | [ 11 ]        |
| 260 chrono                                           | 1987  | Oui         | Non         | Serveur                               | Non diffusé             | [ 12 ]        |
| Neige sur Beverly Hills                              | 1987  | Oui         | Non         | Fetard                                | Non diffusé             | [ 12 ]        |
| The Dark Side of the Sun                             | 1988  | Oui         | Non         | Rick                                  |                         | [ 12 ]        |
| Happy Together                                       | 1989  | Oui         | Non         | Brian                                 |                         | [ 13 ]        |
| Apprenti tueur                                       | 1989  | Oui         | Non         | Dwight Ingalls                        |                         | [ 14 ]        |
| Across the Tracks                                    | 1991  | Oui         | Non         | Joe Maloney                           |                         | [ 15 ]        |
| Thelma & Louise                                      | 1991  | Oui         | Non         | J.D.                                  |                         | [ 16 ]        |
| Johnny Suede                                         | 1991  | Oui         | Non         | Johnny Suede                          |                         | [ 17 ]        |
| Contact                                              | 1992  | Oui         | Non         | Cox                                   |                         | [ 18 ]        |
| Cool World                                           | 1992  | Oui         | Non         | Frank Harris                          |                         | [ 19 ]        |
| Et au milieu coule une rivière                       | 1992  | Oui         | Non         | Paul Maclean                          |                         | [ 20 ]        |
| Kalifornia                                           | 1993  | Oui         | Non         | Early Grayce                          |                         | [ 21 ]        |
| True Romance                                         | 1993  | Oui         | Non         | Floyd                                 |                         | [ 22 ]        |
| The Favor                                            | 1994  | Oui         | Non         | Elliott Fowler                        |                         | [ 23 ]        |
| Entretien avec un vampire                            | 1994  | Oui         | Non         | Louis de Pointe du Lac                |                         | [ 24 ]        |
| Legends of the Fall                                  | 1994  | Oui         | Non         | Tristan Ludlow                        |                         | [ 25 ]        |
| Seven                                                | 1995  | Oui         | Non         | David Mills                           |                         | [ 26 ]        |
| 12 Monkeys                                           | 1995  | Oui         | Non         | Jeffrey Goines                        |                         | [ 27 ]        |
| Sleepers                                             | 1996  | Oui         | Non         | Michael Sullivan                      |                         | [ 28 ]        |
| The Devil's Own                                      | 1997  | Oui         | Non         | Rory Devaney (Francis Austin McQuire) |                         | [ 29 ]        |
| Seven Years in Tibet                                 | 1997  | Oui         | Non         | Heinrich Harrer                       |                         | [ 30 ]        |
| Meet Joe Black                                       | 1998  | Oui         | Non         | Joe Black                             |                         | [ 31 ]        |
| Fight Club                                           | 1999  | Oui         | Non         | Tyler Durden                          |                         | [ 32 ]        |
| Being John Malkovich                                 | 1999  | Oui         | Non         | Lui-même                              |                         | [ 33 ]        |
| Snatch                                               | 2000  | Oui         | Non         | Mickey O'Neil                         |                         | [ 34 ]        |
| The Mexican                                          | 2001  | Oui         | Non         | Jerry Welbach                         |                         | [ 35 ]        |
| Spy Game : Jeu d'espions                             | 2001  | Oui         | Non         | Tom Bishop                            |                         | [ 36 ]        |
| Ocean's Eleven                                       | 2001  | Oui         | Non         | Rusty Ryan                            |                         | [ 37 ]        |
| Confessions d'un homme dangereux                     | 2002  | Oui         | Non         | Brad                                  |                         | [ 38 ]        |
| Sinbad: Legend of the Seven Seas                     | 2003  | Oui         | Non         | Sinbad                                | Voix                    | [ 39 ]        |
| Troie                                                | 2004  | Oui         | Non         | Achille                               |                         | [ 40 ]        |
| Ocean's Twelve                                       | 2004  | Oui         | Non         | Rusty Ryan                            |                         | [ 41 ]        |
| Mr. & Mrs. Smith                                     | 2005  | Oui         | Non         | John Smith                            |                         | [ 42 ]        |
| God Grew Tired of Us                                 | 2006  | Non         | Oui         | —                                     | Producteur              | [ 43 ]        |
| The Departed                                         | 2006  | Non         | Oui         | —                                     |                         | [ 44 ]        |
| Running with Scissors                                | 2006  | Non         | Oui         | —                                     |                         | [ 45 ]        |
| Babel                                                | 2006  | Oui         | Non         | Richard                               |                         | [ 46 ]        |
| The Tehuacan Project                                 | 2007  | Non         | Oui         | —                                     | Producteur              | [ 47 ]        |
| Year of the Dog                                      | 2007  | Non         | Oui         | —                                     | Producteur              | [ 48 ]        |
| Un cœur invaincu                                     | 2007  | Non         | Oui         | —                                     |                         | [ 49 ]        |
| Ocean's Thirteen                                     | 2007  | Oui         | Non         | Rusty Ryan                            |                         | [ 50 ]        |
| L'Assassinat de Jesse James par le lâche Robert Ford | 2007  | Oui         | Oui         | Jesse James                           |                         | [ 51 ]        |
| Burn After Reading                                   | 2008  | Oui         | Non         | Chad Feldheimer                       |                         | [ 52 ]        |
| L' Étrange Histoire de Benjamin Button               | 2008  | Oui         | Non         | Benjamin Button                       |                         | [ 53 ]        |
| Inglourious Basterds                                 | 2009  | Oui         | Non         | Lt. Aldo Raine                        |                         | [ 54 ]        |
| Le temps n'est rien                                  | 2009  | Non         | Oui         | —                                     | Producteur              | [ 55 ]        |
| The Private Lives of Pippa Lee                       | 2009  | Non         | Oui         | —                                     | Producteur              | [ 56 ]        |
| Megamind                                             | 2010  | Oui         | Non         | Metroman                              | Voix                    | [ 57 ]        |
| Kick-Ass                                             | 2010  | Non         | Oui         | —                                     |                         | [ 58 ]        |
| Mange, prie, aime                                    | 2010  | Non         | Oui         | —                                     |                         | [ 59 ]        |
| The Tree of Life                                     | 2011  | Oui         | Oui         | O'Brien                               |                         | [ 60 ]        |
| Moneyball                                            | 2011  | Oui         | Oui         | Billy Beane                           |                         | [ 61 ]        |
| Happy Feet 2                                         | 2011  | Oui         | Non         | Will the Krill                        | Voix                    | [ 62 ]        |
| Killing Them Softly                                  | 2012  | Oui         | Oui         | Jackie Cogan                          |                         | [ 63 ]        |
| World War Z                                          | 2013  | Oui         | Oui         | Gerry Lane                            |                         | [ 64 ]        |
| Kick-Ass 2                                           | 2013  | Non         | Oui         | —                                     |                         | [ 65 ]        |
| Big Men                                              | 2013  | Non         | Oui         | —                                     | Producteur Documentaire | [ 66 ]        |
| 12 Years a Slave                                     | 2013  | Oui         | Oui         | Samuel Bass                           |                         | [ 67 ] [ 68 ] |
| The Counselor                                        | 2013  | Oui         | Non         | Westray                               |                         | [ 69 ]        |
| Fury                                                 | 2014  | Oui         | Oui         | Don "Wardaddy" Collier                | Producteur              | [ 70 ]        |
| Selma                                                | 2014  | Non         | Oui         | —                                     | Producteur              | [ 71 ]        |
| True Story                                           | 2015  | Non         | Oui         | —                                     | Profucteur              | [ 72 ]        |
| The Audition                                         | 2015  | Oui         | Oui         | Lui-même                              | Court metrage           | [ 73 ]        |
| Vue sur mer                                          | 2015  | Oui         | Oui         | Roland                                |                         | [ 74 ]        |
| Hitting the Apex                                     | 2015  | Non         | Oui         | Narrateur                             |                         | [ 75 ]        |
| The Big Short : Le Casse du siècle                   | 2015  | Oui         | Oui         | Ben Rickert                           |                         | [ 76 ]        |
| Moonlight                                            | 2016  | Non         | Oui         | —                                     | Producteur              | [ 77 ]        |
| Voyage of Time                                       | 2016  | Oui         | Oui         | Narrateur                             | Voix Documentaire       | [ 78 ]        |
| Alliés                                               | 2016  | Oui         | Non         | Max Vatan                             |                         | [ 79 ]        |
| The Lost City of Z                                   | 2016  | Non         | Oui         | —                                     |                         | [ 80 ] [ 81 ] |
| Okja                                                 | 2017  | Non         | Oui         | —                                     | Producteur              | [ 82 ]        |
| War Machine                                          | 2017  | Oui         | Oui         | Gen. Glen McMahon                     |                         | [ 83 ]        |
| Brad's Status                                        | 2017  | Non         | Oui         | —                                     |                         | [ 84 ]        |
| Deadpool 2                                           | 2018  | Oui         | Non         | Vanisher                              |                         | [ 85 ]        |
| Beautiful Boy                                        | 2018  | Non         | Oui         | —                                     |                         | [ 86 ]        |
| Vice                                                 | 2018  | Non         | Oui         | —                                     |                         | [ 87 ]        |
| The Last Black Man in San Francisco                  | 2019  | Non         | Oui         | —                                     |                         | [ 88 ]        |
| Once Upon a Time… in Hollywood                       | 2019  | Oui         | Non         | Cliff Booth                           |                         | [ 89 ]        |
| Le Roi                                               | 2019  | Non         | Oui         | —                                     | Producteur              | [ 90 ]        |
| Ad Astra                                             | 2019  | Oui         | Oui         | Maire Roy McBride                     |                         | [ 91 ]        |
| Kajillionaire                                        | 2020  | Non         | Oui         | —                                     | Producteur              | [ 92 ]        |
| Minari                                               | 2020  | Non         | Oui         | —                                     | Producteur              | [ 93 ]        |
| Irresistible                                         | 2020  | Non         | Oui         | —                                     | Producteur              | [ 94 ]        |
| Le Secret de la cité perdue                          | 2022  | Oui         | Non         | Jack Trainer                          |                         | [ 95 ]        |
| Father of the Bride                                  | 2022  | Non         | Oui         | —                                     |                         |               |
| Bullet Train                                         | 2022  | Oui         | Non         | Ladybug                               |                         | [ 96 ]        |
| She Said                                             | 2022  | Non         | Oui         | —                                     |                         |               |
| Women Talking                                        | 2022  | Non         | Oui         | —                                     |                         | [ 97 ]        |
| Blonde                                               | 2022  | Non         | Oui         | —                                     |                         | [ 98 ]        |
| Babylon                                              | 2022  | Oui         | Non         | Jack Conrad                           |                         | [ 99 ]        |
| Wolfs                                                | 2024  | Oui         | Oui         | —                                     |                         |               |
| Beetlejuice Beetlejuice                              | 2024  | Non         | Oui         | —                                     |                         | [ 100 ]       |

## Télévision
| Titre                      | Année     | En tant que | En tant que | Rôle                   | Chaine         | Notes                              | Ref.    |
| Titre                      | Année     | Acteur      | Producteur  | Rôle                   | Chaine         | Notes                              | Ref.    |
| -------------------------- | --------- | ----------- | ----------- | ---------------------- | -------------- | ---------------------------------- | ------- |
| Another World              | 1987      | Oui         | Non         | Chris                  | NBC            | 2 épisodes                         | [ 101 ] |
| Growing Pains              | 1987      | Oui         | Non         | Jeff & Johnathan Keith | ABC            | 2 épisodes                         | [ 102 ] |
| Head of the Class          | 1987      | Oui         | Non         | Chuck                  | ABC            | Épisode: "Partners"                | [ 101 ] |
| Freddy's Nightmares        | 1987      | Oui         | Non         | Rick Austin            | Syndication    | Épisode: "Black Tickets"           | [ 102 ] |
| Dallas                     | 1987      | Oui         | Non         | Randy                  | CBS            | 4 épisodes                         | [ 103 ] |
| A Stoning in Fulham County | 1988      | Oui         | Non         | Teddy                  | NBC            | Film à la télévision               | [ 101 ] |
| 21 Jump Street             | 1988      | Oui         | Non         | Peter                  | Fox            | Épisode: "Best Years of Your Life" | [ 101 ] |
| The Image (en)             | 1990      | Oui         | Non         | Cameraman              | HBO            | Film à la télévision               | [ 104 ] |
| Too Young to Die?          | 1990      | Oui         | Non         | Billy Canton           | NBC            | Film à la télévision               | [ 104 ] |
| Glory Days                 | 1990      | Oui         | Non         | Walker Lovejoy         | Fox            | 6 épisodes                         | [ 105 ] |
| Two-Fisted Tales           | 1992      | Oui         | Non         | Billy                  | Fox            | Épisode: "King of the Road"        | [ 106 ] |
| Tales from the Crypt       | 1992      | Oui         | Non         | Billy                  | HBO            | Épisode: "King of the Road"        | [ 107 ] |
| Friends                    | 2001      | Oui         | Non         | Will Colbert           | NBC            | Épisode: "The One with the Rumor"  | [ 108 ] |
| Jackass                    | 2002      | Oui         | Non         | Lui-même               | MTV            | 2 épisodes                         | [ 109 ] |
| King of the Hill           | 2003      | Oui         | Non         | Patch Boomhauer (voix) | Fox            | Épisode: "Patch Boomhauer"         | [ 110 ] |
| Pretty/Handsome            | 2008      | Non         | Oui         | —                      | FX             |                                    | [ 111 ] |
| The Normal Heart           | 2014      | Non         | Oui         | —                      | HBO            |                                    | [ 112 ] |
| Nightingale                | 2014      | Non         | Oui         | —                      | HBO            |                                    | [ 113 ] |
| The OA                     | 2016–2019 | Non         | Oui         | —                      | Netflix        |                                    | [ 114 ] |
| The Jim Jefferies Show     | 2017–2018 | Oui         | Non         | Météorologue           | Comedy Central | 7 épisodes, cameo                  | [ 115 ] |
| Saturday Night Live        | 2020      |             | Non         | Anthony Fauci          | NBC            | Episode du 26 avril 2020           |         |

## Théâtre
| Titre | Année | Rôle             | Théâtre                | Remarques          | Ref.    |
| ----- | ----- | ---------------- | ---------------------- | ------------------ | ------- |
| 8     | 2012  | Vaughn R. Walker | Théâtre Eugene O'Neill | Performance unique | [ 116 ] |